# Parque nacional Ansenuza
El Parque nacional Ansenuza es un área natural protegida situada en la provincia de Córdoba, República Argentina con una superficie de 661 416 ha., que incluye la Laguna de Mar Chiquita o Mar de Ansenuza y los Bañados del Río Dulce.
La ley nacional que dicta su creación fue sancionada el 30 de junio de 2022.
Los bañados del río Dulce (también llamado Salí o Petri) y la laguna de Mar Chiquita conforman uno de los humedales de importancia internacional aprobados en Argentina por el Convenio de Ramsar. Se trata de una cuenca endorreica de aguas salinas que se destaca por el número y diversidad de especies de aves acuáticas que se encuentran en ella, en especial el flamenco rosado.

## Historia

### Reserva provincial de usos múltiples
En 1994 esta área natural recibió el nombre de Reserva de Uso Múltiple “Bañados del Río Dulce y Laguna Mar de Ansenuza”. Formaba parte del Sistema de Áreas Naturales Protegidas de la Provincia de Córdoba, administrada por el gobierno de esa provincia argentina. Pertenecía a la categoría de Reserva Provincial de Uso Múltiple, lo que de acuerdo las características, estado ecológico, vida silvestre y potencialidad de sus fuentes productivas.Hasta su transformación en parque nacional se encontraba bajo jurisdicción administrativa de la Secretaría de Ambiente del gobierno de la provincia de Córdoba 
En el 2000, se formó el cuerpo de Guardaparques provinciales y al año siguiente se contrataron cuatro (4) nuevos guardaparques, un (1) baqueano y un técnico para la ejecución de tareas de conservación, prevención, y control de la normativa ambiental en el área de la Reserva. El Destacamento base de la Reserva se encuentra en la localidad de Miramar, además, se han habilitado 4 nuevos destacamentos ubicados en Morteros, La Para, Rosario del Saladillo, La Rinconada y Villa Candelaria. Se inició un programa de control del cuerpo de agua, orientado a monitorear la pesca comercial y el uso de tierras aledañas e islas de la laguna. Se dotó a la Reserva de elementos de comunicaciones, equipos de campaña, vehículos terrestres y una embarcación (lancha crucero).

### Parque nacional
El 6 de marzo de 2017 la provincia de Córdoba y la Administración de Parques Nacionales firmaron un convenio de cooperación para crear el parque nacional en la laguna Mar Chiquita o Ansenuza de la ecorregión del Chaco seco, con entre 500 000 y 600 000 ha. El convenio fue aprobado por decreto provincial n.º 1541/2017 y por ley provincial n.º 10480 sancionada el 20 de septiembre de 2017.
En mayo de 2017 se presentó un proyecto de ley en el congreso de la nación para convertir a la reserva en un parque nacional. En noviembre de 2018 la fundación Wyss confirmó que donará 5,8 millones de dólares para la adquisición de tierras al norte de la laguna Mar Chiquita que formarán parte del parque nacional.
El 8 de mayo de 2021 el ministro de Ambiente de la Nación anunció la futura creación del parque nacional Ansenuza.
El 24 de agosto de 2021 la Legislatura de la provincia de Córdoba sancionó la ley n.° 10775 de cesión al Estado Nacional del dominio y la jurisdicción ambiental sobre terrenos situados en torno al mar de Ansenuza y los bañados del Río Dulce, para la creación del parque nacional Ansenuza y la reserva nacional homónima..
El 30 de junio de 2022, por votación unánime del Senado de la Nación Argentina, se convirtió en ley n.° 27673 el proyecto de creación del parque nacional. El 12 de julio de 2022 la ley fue promulgada por decreto n.° 388/2022.

## Ubicación
Al noreste de la provincia de Córdoba, ocupando el sector este de los departamentos Río Seco y Tulumba, el norte del Departamento Río Primero y el centro norte del departamento San Justo. El sitio, limita al norte con la provincia de Santiago del Estero. Próximas a su límite este se encuentran las localidades de Morteros, Brinkmann y La Paquita. Las localidades próximas a su límite sur son (de oeste a este): Obispo Trejo, La Puerta, Las Saladas, Villa Fontana, La Para, Marull, Miramar, Balnearia, Altos de Chipión y La Paquita. Al oeste las localidades que están sobre el camino que fija el límite son: Villa Rosario del Saladillo, Puesto de Castro, Villa Candelaria. En el bañado del Río Dulce se encuentra la localidad de La Rinconada.

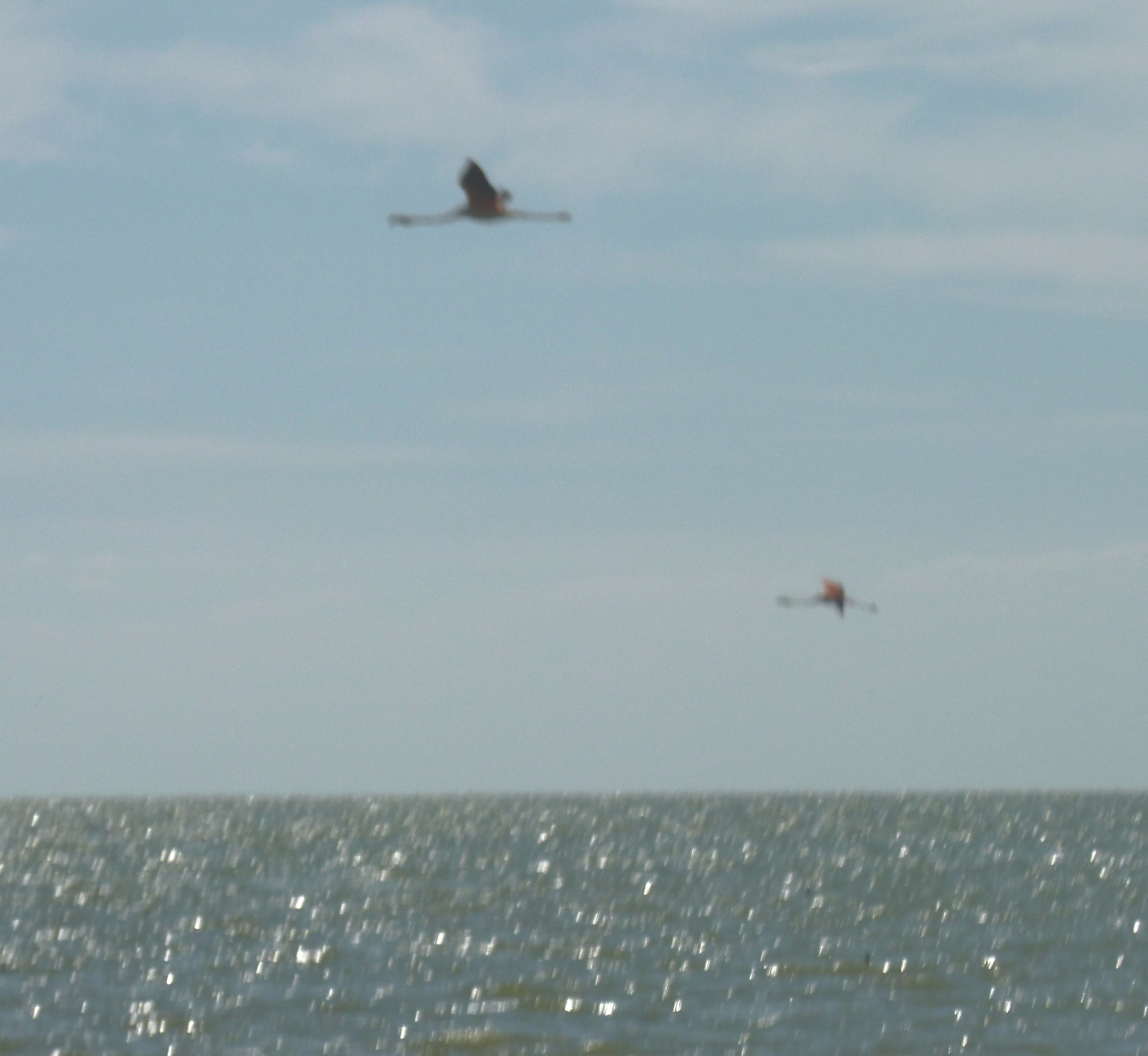
Dos flamencos volando sobre la Laguna.

Es la parte más baja de una cuenca endorreica que comprende parte de las Provincias de Córdoba, Santiago del Estero, Tucumán y Salta. Está situada a 150 km al noreste de la ciudad de Córdoba, desde donde se puede llegar por Ruta Nacional 19 hasta Río Primero, para empalmar luego con la Ruta provincial 10. A la altura de la localidad de La Puerta, se debe tomar la Ruta Provincial 17. Solo una ciudad se asienta sobre la costa de la laguna, Miramar, con 2164 habitantes.

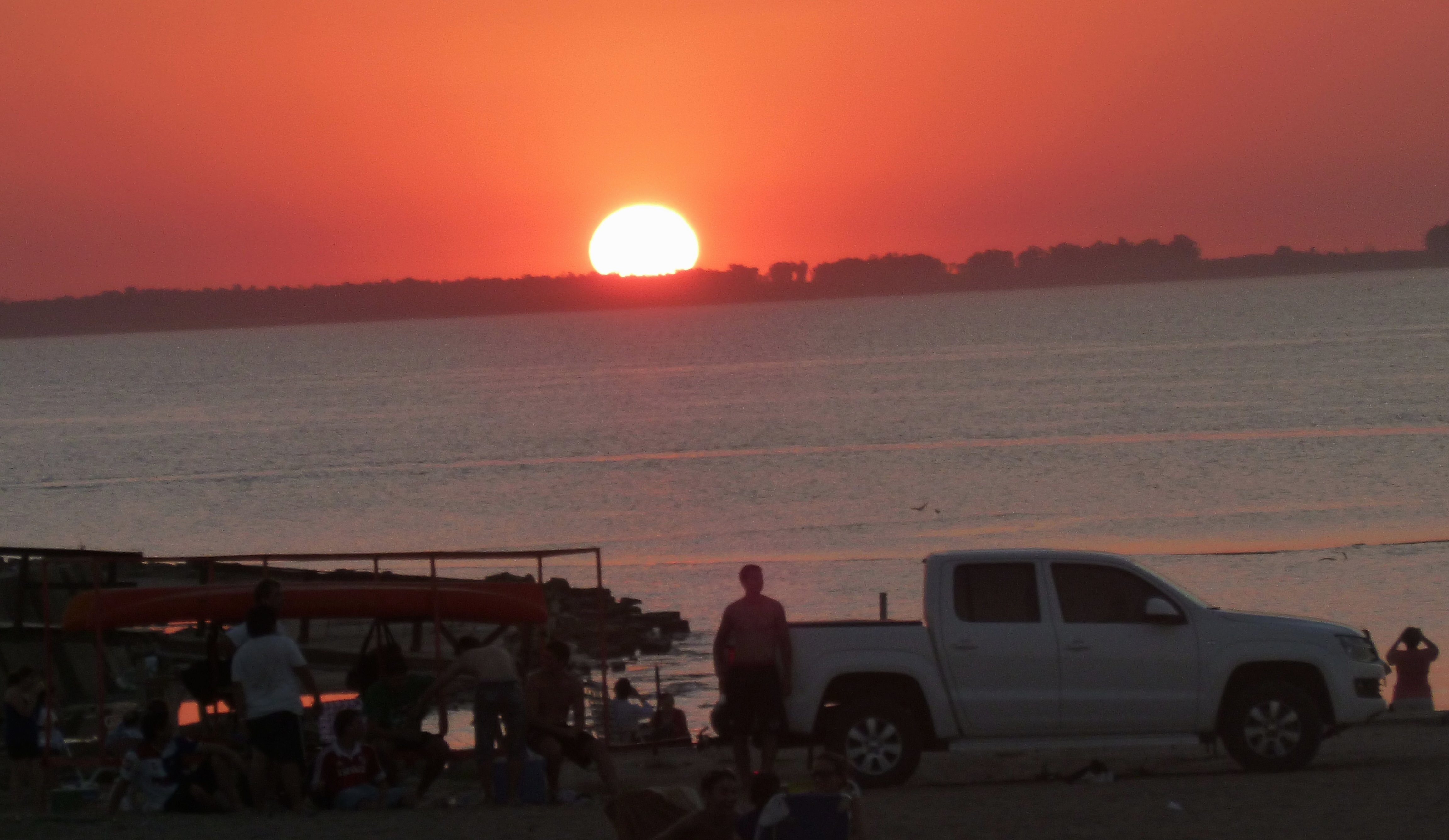
Atardecer en los Bañados del Río Dulce y Laguna Mar Chiquita

Se trata de una depresión fluvio-lacustre, comprende la laguna de Mar Chiquita o mar de Ansenuza, los bañados del Río Dulce, las desembocaduras de los Río Suquía o Primero, Río Xanaes o Segundo, Río Plujunta y cursos dispersos.

### Coordenadas geográficas
Los bañados del río Dulce en la provincia de Córdoba (es importante señalar que los mismos se extienden también, en la Provincia de Santiago del Estero) se extienden entre el límite Norte provincial y Mar Chiquita (Mar de Ansenuza): desde los 29° 48' y los 30° 35' Lat Sur y entre 63° 16' y 62° 30' Long Oeste, abarcando de 3909 km². Forman el área de inundación del Río Dulce, tributario principal del Mar Chiquita (Mar de Ansenuza) y del sistema de bañados que en conjunto ocupan la depresión.
- Punto extremo norte: 29° 48' lat S (5 km al norte de Villa Candelaria, sobre límite interprovincial Córdoba-Santiago del Estero)
- Punto extremo este: 62° 10' long W (punto bipartito entre la provincia de Santiago del Estero y la provincia de Córdoba)
- Punto extremo sur: 30° 59'lat S (4 km al sur de la RP 17, sobre cauce del Río Segundo o Xanaes)
- Punto extremo oeste: 63° 23' long W (Villa Rosario del Saladillo)

Altitud en m s. n. m.: 70,63 (pelo de agua actual).

## Geografía
Los bañados del Río Dulce en la provincia de Córdoba se extienden entre el límite norte provincial y Mar Chiquita. Forman el área de inundación del río Dulce, tributario principal de Mar Chiquita y del sistema de bañados que en conjunto ocupan la depresión.

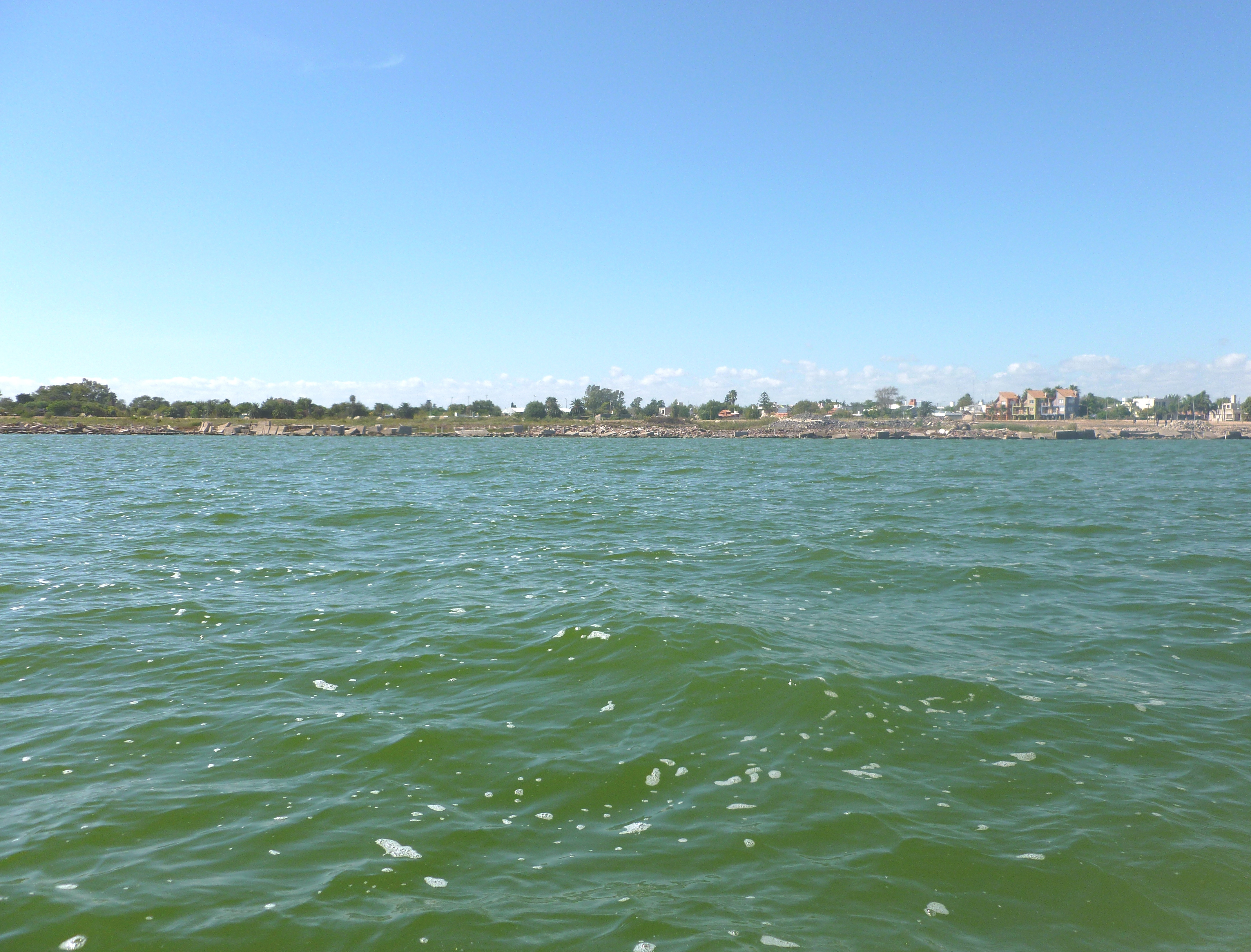
Vista de la Laguna en los bañados del Río Dulce y laguna Mar Chiquita

Es una amplia concavidad limitada por fallas profundas de orientación norte a sur, que recibe los aportes hídricos de los ríos antemencionados, en cuya parte más baja está emplazado Mar Chiquita (Mar de Ansenuza) de aguas que varían entre mesosalinas a hipersalinas. Por su magnitud es la cuenca endorreica más importante de la República Argentina y por ende de la provincia de Córdoba. En épocas húmedas, el microclima que provee el espejo de agua, es fundamental para una importante zona productiva del país.
La mayor área propuesta está ocupada por la laguna Mar Chiquita, uno de los mayores lagos salinos del mundo, con grandes variaciones en volumen y salinidad en ciclos temporales de largo término. Constituye el nivel de base de la mayor cuenca endorreica de la República Argentina, con aguas salinas de tipo clorurado-sódico extremo, que han oscilado en esta centuria entre 24,8 y 360,3 g/L
Por su extensa superficie y su régimen de fluctuación, la laguna Mar Chiquita puede considerarse rara o única a escala continental. Los demás tipos de humedales del sitio propuesto son comunes (= representativos) en las amplias planicies de inundación y de divagación de cauces que caracterizan a la región chaqueña. El área de inundación del Río Dulce a Mar Chiquita da uno de los humedales más importantes del Chaco y de la Argentina, con gran riqueza en biodiversidad en el gradiente de aguas dulces a muy salinas.

### Hidrología
El área incluye el fondo de la cuenca interior más extensa de Argentina con un lago de origen tectónico de edad post-pliocénica. El gran sistema de humedales incluye dos grandes subsistemas: el valle de inundación del Río Dulce (con sus humedales asociados) y la laguna de Mar Chiquita (mar de Ansenuza).

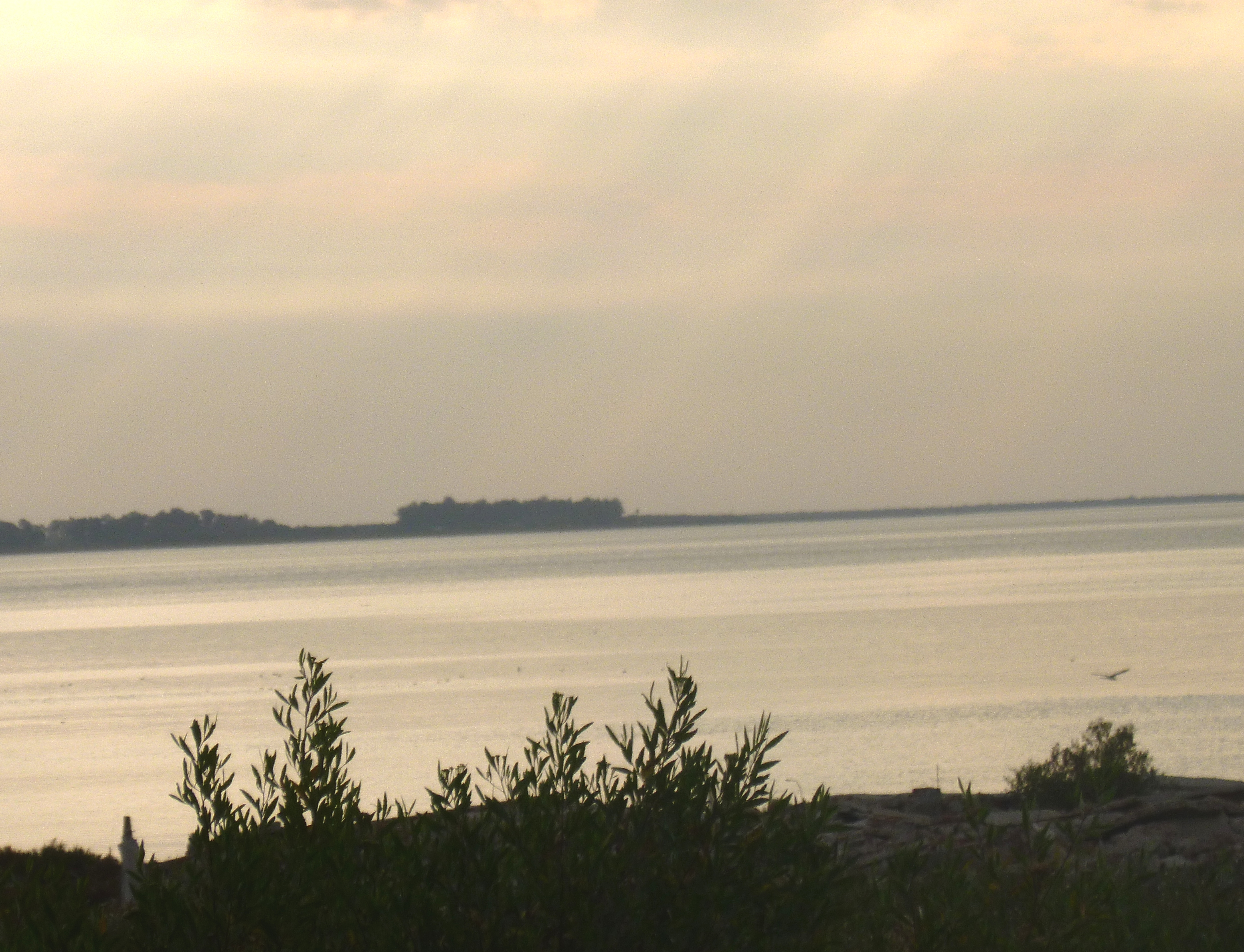
Vista desde tierra en los Bañados del Río Dulce y Laguna Mar Chiquita

La laguna como fondo de la cuenca es el sitio de descarga de acuíferos regionales, y recibe las sales y sedimentos transportados por los distintos circuitos hidrológicos convergentes. El río Dulce es el principal afluente, con una descarga anual promedio de 2996 hm³ y una cuenca que en total (considerando al sistema Salí-Hondo-Dulce) tiene algo más de 54 000 km² de superficie. La alta variabilidad en los caudales del Río Dulce (0 a más de 2000 m³/s) determina la formación de lagos y zonas inundadas permanentes, estacionales e intermitentes de gran extensión durante el período de crecientes. Durante el estiaje muchos de estos humedales pierden contacto con el curso principal y aumentan su salinidad por evaporación (tipos de humedal O, Ss, Sp, Tp, y Ts).
Los otros ríos que aportan a la laguna de Mar Chiquita (mar de Ansenuza) son el río Primero (río Suquía) y el río Segundo (río Xanaes). El derrame anual conjunto es de 725 hm³ y sus cuencas de aporte tienen una superficie de 7500 km² y 12 700 km² respectivamente, ambas en su totalidad comprendidas en la provincia de Córdoba. El río Primero presenta un módulo de 9,7 m³/s con un valor máximo de 24 m³/s y un mínimo de 2 m³/s, mientras que el río Segundo tiene un módulo de 12,2 m³/s, con un máximo de 34,7 m³/s y un mínimo de 3 m³/s. Estos ríos son en sí mismos humedales de tipo M y N, aunque en el área de afluencia a Mar Chiquita forman deltas u otros humedales de los tipos anteriores. Todos sus afluentes están parcialmente regulados por obras hídricas para riego y generación de energía. Por esto, el régimen hídrico de los humedales - especialmente en años secos - presenta algún grado de modificación antrópica.
La pluviometría de la zona comprendida por la laguna y sus bañados ha sido calculada a partir de la información provista por 45 pluviómetros ubicados en las provincias de Santiago del Estero, Santa Fe y Córdoba en las proximidades de la Laguna y sus bañados. El promedio de los ciclos semestrales de mínima es de 65,4 mm y el de los semestres de máxima es de 876,2 mm.
En cuanto a la evaporación y evapotranspiración, se ha registrado como valor de mínima evaporación, en junio, 39,50 mm y de máxima en noviembre, 267,8 mm, y con respecto a la evapotranspiración en los bañados se ha registrado en un semestre de máxima 813,02 mm.
En cuanto a las fluctuaciones del nivel de la laguna, los valores extremos registrados han sido para junio de 1972 con 64,05 m s. n. m. y en septiembre de 1986 con 71,21 m s. n. m., lo que significa en superficie de la laguna de 1197 km² y de 7250 km² respectivamente.
La salinidad medida en la laguna muestra valores extremos de 30 g/l en 1986 y 270 g/l en 1968.
En resumen, el sistema Bañados del Río Dulce- Mar Chiquita se caracteriza por una gran variabilidad temporal en los aportes hídricos que recibe asociados a variaciones en la intensidad de las lluvias registradas en la cuenca. Esto genera variaciones tanto en el corto plazo entre años consecutivos como de largo plazo con aguas altas y bajas, lo que a su vez se traduce en grandes oscilaciones tanto en el régimen de inundación del Río Dulce como en el nivel de la Laguna de Mar Chiquita. En los últimos treinta años se han registrado períodos muy secos donde casi no había aportes hasta los actuales años muy húmedos que se inician al final de la década de 1970 y que ha determinado un aumento excepcional del nivel de la Laguna.

## Ambiente

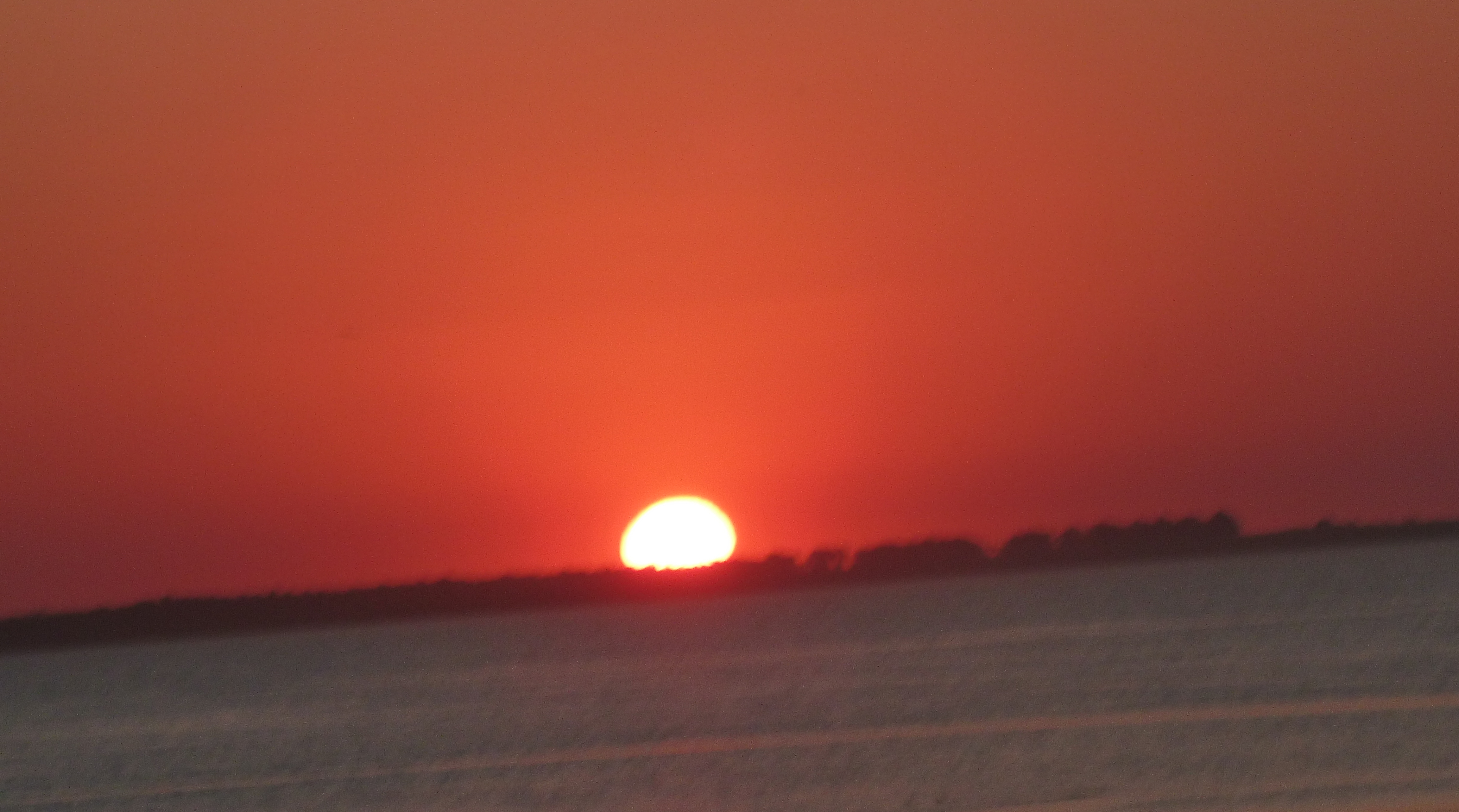
Atardecer en los Bañados del Río Dulce y Laguna Mar Chiquita(Reserva Provincial de Córdoba-Argentina_Declarada sitio Ramsar

Los Bañados del Río Dulce están cubiertos por sedimentos fluviales finos, provenientes de derrames del río Dulce en un pasado reciente. Localmente se puede diferenciar una faja de transición, bajos inundables y planos salino-alcalinos. Las constantes fluctuaciones en el nivel del agua, junto a las variaciones en la concentración salina del agua, definen una dinámica de pulsos con influencia directa sobre los patrones de distribución de los vegetales. Donde las inundaciones carecen de influencias, en sitios algo elevados de la cuenca, se desarrollan matorrales bajos naturales de la planicie oriental, con emergentes de chañar y cardón y más esporádicamente algunos árboles. En suelo salitroso que no permanecen inundados por largo tiempo se observan matorrales halófilos bajos y arbustos suculentos. En los sitios salinos, sujetos a inundaciones más o menos breves y de escasa profundidad están los espartillares. En los sectores de meandros del Río Dulce existen grandes pastizales, que son importantes como soporte de una economía local de ganadería trashumante.

Dentro de la región neotropical, el área de Mar Chiquita y bañados del Río Dulce está incluida en el Complejo de Ecorregiones "Complejo Chaco" y se clasifica como "regionalmente importante" por su distintividad biológica; "vulnerable" en su estado de conservación, y "prioritaria a escala regional" para acciones de conservación. Con una precipitación promedio anual de 800 mm puede considerarse como de clima húmedo.

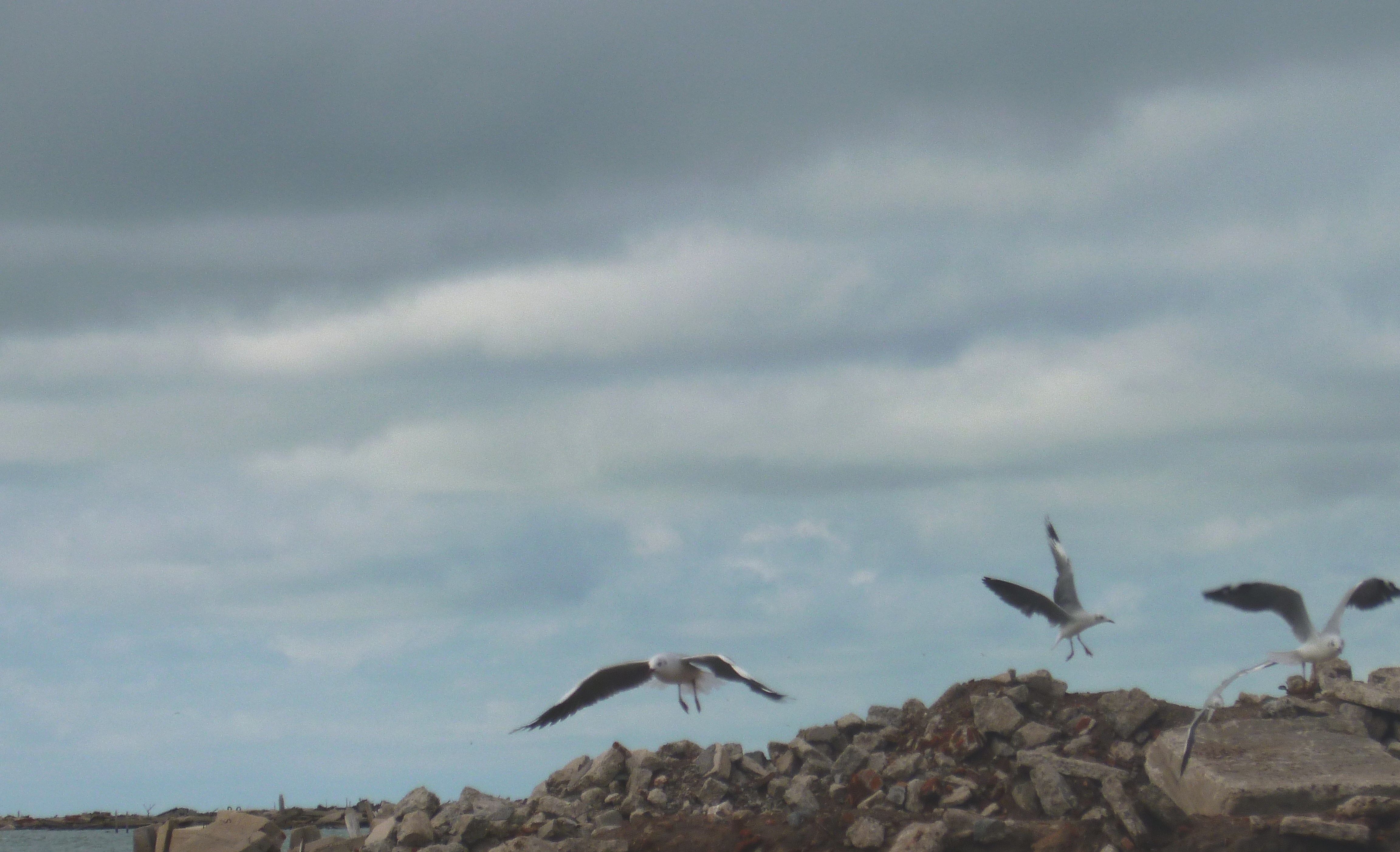
Gaviotas volando en los Bañados del Río Dulce y Laguna Mar Chiquita

Los ambientes acuáticos incluyen ecosistemas lóticos, en áreas de cauce bien definido: ríos y arroyos con sus respectivas desembocaduras (sistemas délticos y estuariales), en el río Dulce es una escasa porción, el resto se desarrolla en la provincia de Santiago del Estero; el Río Segundo o Xanaes y más recientemente el Río Plujunta (brazo del anteriormente nombrado).
También se incluyen los sistemas lénticos lacustres que corresponden a la Laguna Mar Chiquita (Mar de Ansenuza), que ocupa la parte más baja de la depresión. Como consecuencia de las fluctuaciones del nivel de las aguas, la cobertura vegetal en este sector es reducida. La vegetación se compone de algunas hierbas efímeras y algunos arbustos halófilos aislados.
En los sectores marginales al área se pueden distinguir tres regiones bien definidas. Al oeste una llanura predominantemente eólica de la llanura Chaqueña con bosques de más de 12 a 20 m de altura con dominio de los quebrachos que van dando lugar a bosques mixtos codominados por algarrobos. Al suroeste y sur se extiende una pampa loéssica plana con derrames fluviales correspondientes a los Ríos Primero (Suquía) y Río Segundo (Xanaes), la vegetación original estaba compuesta de bosques xerófitos dominados por el quebracho blanco que en casi su totalidad se han trasformado en campos de cultivo. Al este la Pampa loéssica Altos de Morteros que si bien su altura absoluta es reducida, sobresale del relieve circundante descendiendo bruscamente a la depresión Mar Chiquita (Mar de Ansenuza), pertenece a la Provincia fitogeográfica del espinal, dominada por el género Prosopis (algarrobos y ñandubay).

## Flora
En los Bañados del Río Dulce la vegetación emergente está conformada por especies de totora (Typha latifolia y Schoenoplectus californicus) y suncho (Baccharis juncea), entre las especies de mayor porte.
En pastizales y praderas las especies de mayor biomasa son: grama salada (Distichlis spicata), grama de agua (Paspalum vaginatum), grama común (Cynodon dactylon) y salicornia (Sarcocornia perennis); los arbustales están compuestos por carne gorda (Maytenus vitis-idaea), jume (Allenrolfea vaginata y Allenrolfea patagonica), planta de sal (Atriplex spp.), Palo azul (Cyclolepis genistoides), entre las especies más frecuentes.
Fuera de las áreas inundables, la vegetación nativa está compuesta por bosques bajos abiertos y arbustales xeròfilos, espinosos, según la región, con algarrobos (Prosopis spp.), quebracho blanco (Aspidosperma quebracho-blanco), chañar (Geoffroea decorticans), tala (Celtis sp.), mistol (Zizyphus mistol), tusca (Acacia aroma), entre las especies más frecuentes y de mayor porte.
Las especies y comunidades vegetales estudiadas son abundantes y difundidas en ambientes salinos e inundables del centro de Argentina. Los bordes del área propuesta, en particular sectores con vegetación leñosa chaqueña albergan algunas especies escasas localmente, como el quebracho colorado santiagueño (Schinopsis lorentzii), la barba de tigre (Prosopis kuntzei), la palma (Trithrinax campestris) y la pasionaria (Passiflora caerulea).
Muchas de las especies poseen interesantes valores alimenticios, medicinales e industriales. Algunas poblaciones ribereñas los aprovechan.
Se dispone de poca información acerca de las algas bentónicas y fitoplancton.

## Fauna
En la reserva se han registrado 329 especies de aves, de las cuales 142 están directamente relacionadas con ambientes acuáticos. También se han identificado 35 especies de reptiles, 16 especies de anfibios (ranas y sapos) y una cantidad aún no determinada de mamíferos, entre los cuales son comunes el coipo o nutria (Myocastor coypu), que se explota comercialmente en Miramar, los zorros, los hurones, las comadrejas y el puma.

### Aves

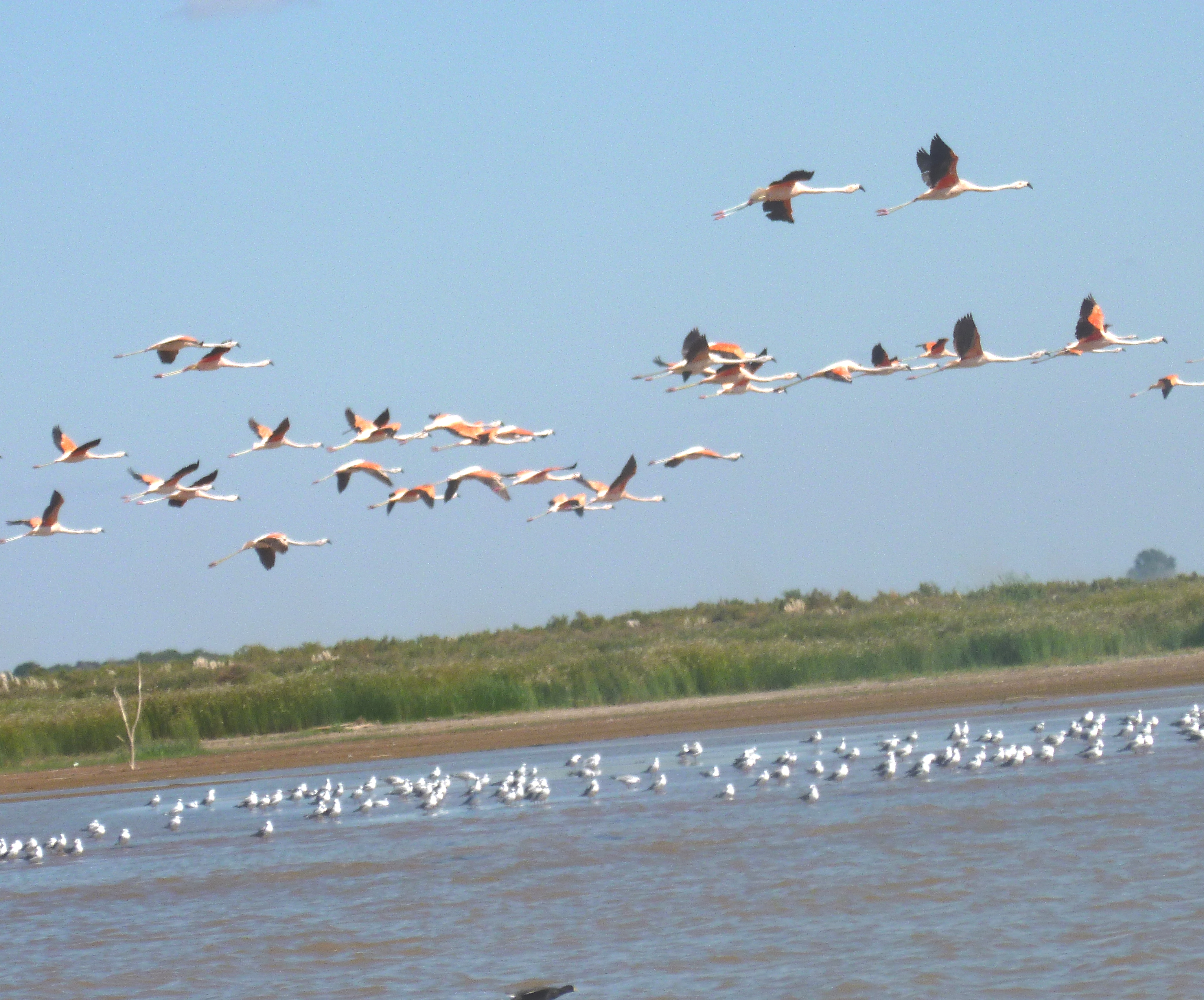
Flamencos y cisnes en la Laguna Mar Chiquita

El área propuesta registra muy altos porcentajes de las aves acuáticas reconocidas en la provincia de Córdoba, dos especies típicas de la avifauna acuática altoandina y seis que, fuera de esta área solo se encuentran en costas marinas (Arenaria interpres, Calidris canutus, C. pusilla, Larus atlanticus, Sterna hirundo y Stercorarius parasiticus).
Al menos treinta especies de aves acuáticas nidifican en el área; veinticuatro especies son migrantes del Hemisferio Norte. Muchas de ellas son muy abundantes, tienen presencia regular o pueden ser observadas durante todo el año.

El número de aves acuáticas que regularmente se concentran en el área supera ampliamente el fijado por la Convención: solo en un lugar se censaron en 1998 más de 100 000 individuos. Especies representadas por más de 20 000 individuos, incluyen: garcita blanca (Egretta thula) con 400 000, falaropo tricolor (Phalaropus tricolor) con 500 000, biguá (Phalacrocorax olivaceus) con 42 000, garza bueyera (Bubulcus ibis) con 60 000, cuervillo de cañada (Plegadis chihi ) con 400 000, flamenco austral (Phoenicopterus chilensis) con 10 000, parina grande (Phoenicoparrus andinus) con 2000 y parina chica (Phoenicoparrus jamesi) con 30 000.

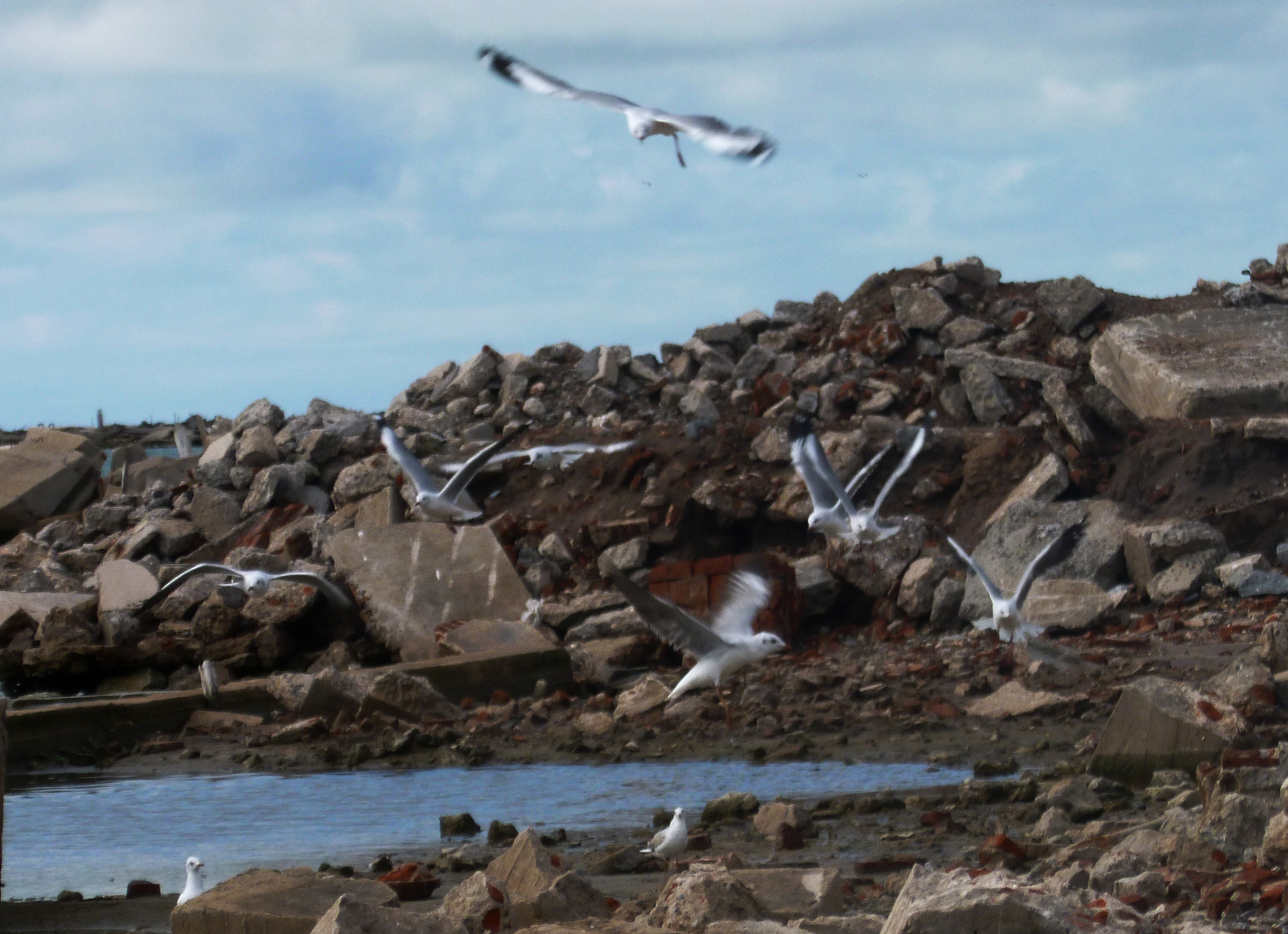
Gaviotas sobre escombros en los Bañados del Río Dulce y Laguna Mar Chiquita

Al menos cuatro especies de aves acuáticas superan el criterio del 1 % de su población censada en los humedales del Río Dulce y costas de Mar Chiquita, entre ellas se encuentran: falaropo tricolor (Phalaropus tricolor) y flamenco austral (Phoenicopterus chilensis).
Entre las especies de aves destacadas por su vulnerabilidad se han registrado especies de flamencos o fenicópteros: parina grande  (Phoenicoparrus andinus), parina chica (Phoenicoparrus jamesi) y muchas otras aves como el halcón peregrino (Falco peregrinus), el loro barranquero (Cyanoliseus patagonus), burrito overo (Porzana spiloptera), gaviota cangrejera (Larus atlanticus) y diversas especies de patos y garzas.

### Peces

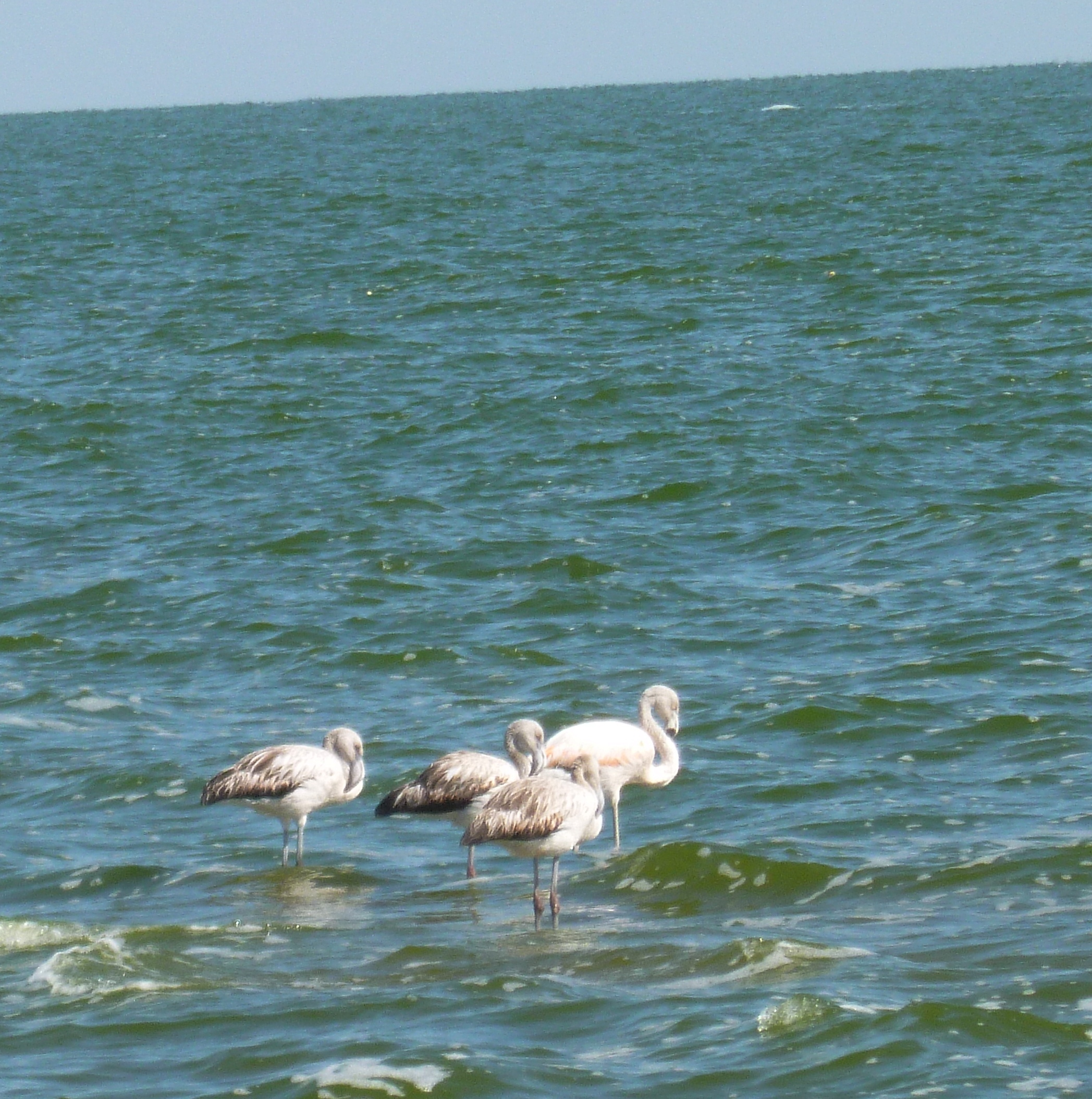
Flamencos juveniles

El área de Bañados del Río Dulce alberga 31 especies de peces. Durante campañas de relevamiento de peces, ha podido comprobarse que los bañados del río Dulce funcionan como una efectiva área de cría para por lo menos 27 de las especies propias de este curso. Cuatro familias propias de la fauna de peces cordobesa (Serrasalmidae, Characidae, Rhamphichthyidae y Auchenipteridae) solo están presentes en los bañados del río Dulce.
Las seis especies de mayor porte son: sábalo (Prochilodus lineatus), dorado (Salminus brasiliensis), tararira (Hoplias malabaricus), boga (Megaleporinus obtusidens), moncholo (Pimelodus albicans) y carpa (Cyprinus carpio), de relevante importancia deportiva y para el consumo humano. Estas especies alcanzan en esta área sus mayores densidades poblacionales dentro del territorio provincial. Por otra parte, esta zona constituye una estación importante en el desplazamiento de especies migratorias como sábalo y dorado.
Los ríos Suquía (Primero) y Xanaes (Segundo), que vierten sus aguas en la costa Sur de la laguna, cuentan con más de una veintena de especies cada uno, entre las que destaca el Astyanax cordovae, como un notable endemismo.
Durante los censos efectuados en estos bañados, algunas especies como dientudo (Characidium fasciatum), bagrecito (Pimelodella gracilis), vieja del agua (Loricariichthys maculatus) y Aphyocharax erythrurus han sido registradas en muy bajo número. En consecuencia, hasta que no se dispongan de datos más precisos, su estado poblacional debe ser considerado como comprometido.

### Otras especies
Otros grupos faunísticos: disponiéndose solo de avistajes, sin campañas de relevamientos formales, se omite información. Merecen destacarse por su importancia regional (numérica y económica) a las poblaciones de Myocastor coypus (falsa nutria o coipo) en riberas y bañados. Otras especies presentan cierta vulnerabilidad local, debido a la destrucción de sus hábitats, especialmente en las áreas de amortiguamiento.
Aún a inicios de 2011 se dispone de poca información sobre invertebrados y composición del zooplancton.

## Paleontología y arqueología

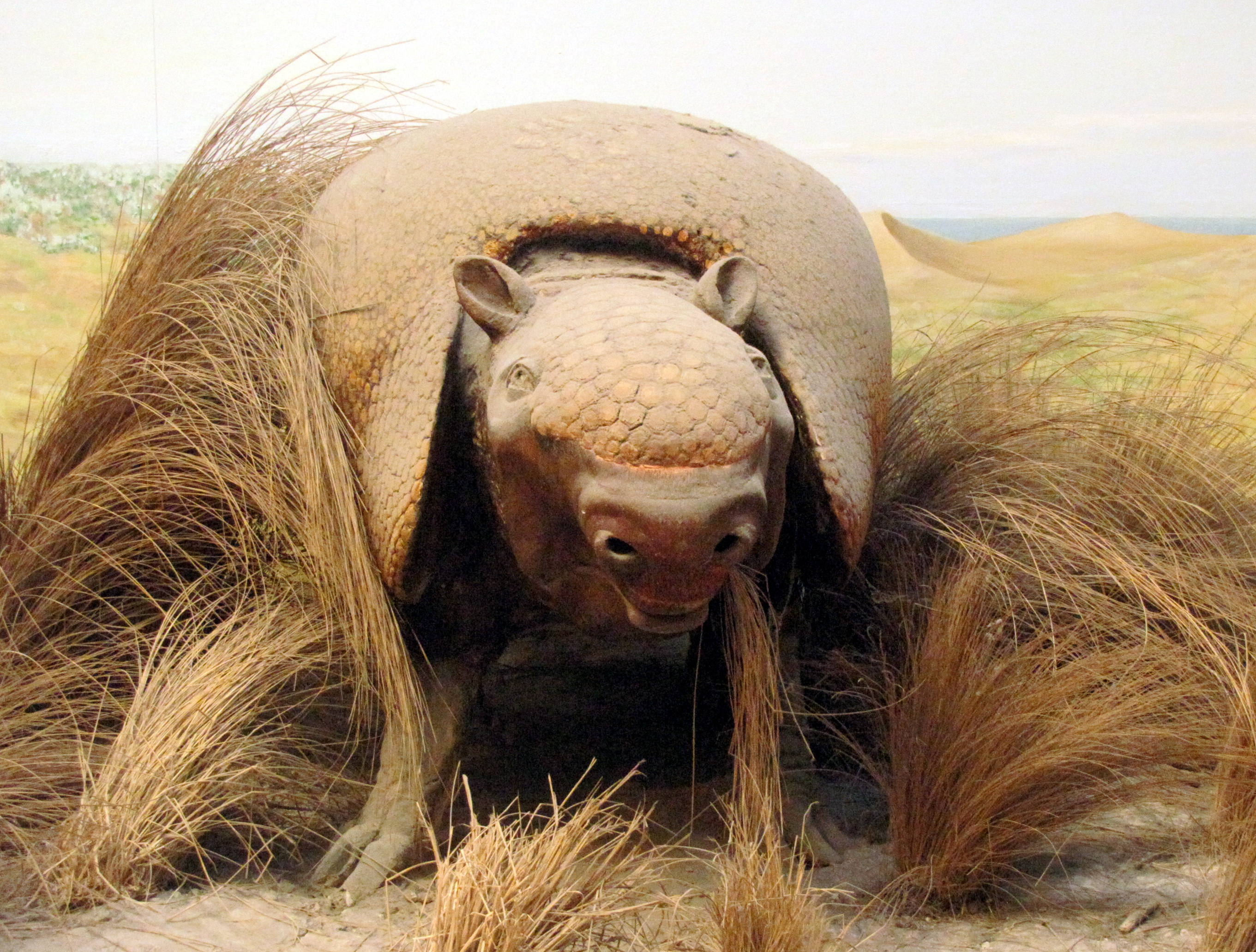
Esclerocalipto, Museo de La Plata.

El área es un importante reservorio paleontológico. Se han encontrado: esclerocaliptos, gliptodontes, megaterios, celidoterios, diente de sable y otros (Pleistoceno).
Los museos existentes en: Morteros, Altos de Chipión, Balnearia, Miramar y La Para, efectúan importantes investigaciones arqueológicas, antropológicas, paleontológicas e históricas.
El bajo Río Dulce y las lagunas del área noreste de Mar Chiquita constituyen un repositorio antropológico importante. El río Dulce fue una vía de desplazamientos humanos utilizada desde tiempos remotos, quizá los del poblamiento primigenio del Centro-Sud del país. Se han rescatado restos humanos más arcaicos que los que poblaban la zona serrana de Córdoba en el momento de la conquista europea. Distintas parcialidades étnicas dejaron yacimientos antropológicos en múltiples y asiduas visitas al área. Se destaca un yacimiento de una cultura agroalfarera de Santiago del Estero ("Sunchituyoj"), aún no estudiado acabadamente. En plena laguna existió una población nativa, los queloncis, cuya cultura fue exclusivamente palustre, incluso vivían solo en las islas (el aumento hídrico ocultó buena parte de las evidencias arqueológicas). En la costa este y sur del Mar Chiquita (Mar de Ansenuza) existen importantes yacimientos arqueológicos de la cultura sanavirona, con presencia de material lítico, urnas funerarias, abalorios, estatuillas y una gran cantidad de restos de alfarería cestera. También existe restos antropológicos.

## Territorio y usos
La Laguna Mar Chiquita (aproximadamente 800 000 ha) es de propiedad fiscal (Gobierno de Córdoba) hasta la cota de 67,03 m s. n. m. y con una cota de resguardo para la localidad de Miramar de 71,77 msm. Como así también la ocupada por ríos permanentes hasta la cota de máxima creciente. Las tierras comprendidas dentro del área propuesta que conforman el humedal son en su mayoría de propiedad privada.
En los bañados vive una población permanente de 300 familias, que realizan actividades vinculadas a la agricultura, la ganadería, la pesca y el turismo. Lo producido es utilizado para autoconsumo y para la venta.

### Agricultura y ganadería
Los habitantes de la zona hacen uso de la tierra con diversos fines:
a) Dentro de la reserva: el uso predominante en la zona norte y oeste del área es de ganadería extensiva de bovinos, ovinos y caprinos. Hacia el límite oeste donde las características del suelo son menos limitantes se encuentran incursiones del bosque chaqueño oriental que permiten la explotación forestal para la extracción de leña y producción de carbón. Hacia los límites sur y este la explotación es mixta: agrícola (soja, trigo, maíz, girasol, etc), ganadera (bovinos) y de tambo (raza bovina Holando Argentina criada con alfalfa y avena). También hay áreas urbanizadas, establecimientos agroindustriales, industrias lácteas.
b) En la zona circundante (contigua al área): se efectúa un uso más intensivo de los suelos con las mismas actividades descriptas para la zona sur y este, incorporándose a las mismas, el oeste. Esta zona constituye la mayor cuenca lechera del país, incluso, con cultivos bajo riego, para forrajes y granos.
En el Área de los Bañados del Río Dulce la ganadería tiene una gran importancia regional porque ofrece forraje y agua en un vasto sector que carece de agua freática utilizable. Si bien las propiedades en esa área son con superiores a 5000 ha, sus propietarios no las habitan, siendo albergue para unas 21 000 cabezas de ganado vacuno. Es importante destacar que los habitantes del área poseen una cultura trashumante, con movimientos de ganado desde Villa Candelaria, Puesto de Castro, La Rinconada, Pozo de la Olla, Rosario del Saladillo, Las Saladas y otros sectores, hacia los Bañados al comienzo del invierno y de regreso cuando comienzan las lluvias.
La capacidad productiva de los pastizales inundables se basa en el efecto de los aportes de agua y sedimentos del Río Dulce. Los valores de producción calculados a partir de cortes y cosechas de muestras de vegetación arrojan valores de 43 a 52 kg/ha de forraje seco y por día bajo pastoreo continuo. Esta producción ofrecería raciones para 4 o 5 animales/ha. Fuera del área de influencia del río Dulce, pero dentro del área de reserva, existe una mínima producción de forrajes naturales que son aprovechados en su mayoría para manadas de ovinos y caprinos, la ganadería se combina con uso del monte para venta de leña y carbón. En el borde oeste de la reserva existe una fuerte presión de la frontera agrícola, con avance de los cultivos de soja.
Es también prominente la actividad vinculada al aprovechamiento del coipo (Myocastor coypus, a menudo mal llamado "nutria"), históricamente domesticada a partir de poblaciones salvajes de los Bañados del Río Dulce y base de una importante actividad de cría en cautiverio, selección y fijación de caracteres de pelaje, manufactura y exportación. Su carne tiene circuitos de comercialización formales, con buena demanda nacional. En el año 2001 la zafra fue de 32 000 cueros en 25 criaderos. Las poblaciones salvajes también aportarían un importante ingreso de recursos con la caza artesanal de "nutrias" en la zona de bañados perteneciente a la provincia de Córdoba estimándose la extracción podría ser de 40 000 ejemplares por año, esta actividad aún no está reglamentada, siendo una propuesta a concretar en un futuro próximo.

### Pesca
En mar abierto la pesca comercial del pejerrey (Odontesthes bonariensis) en la Laguna Mar Chiquita es una actividad destacada por su importancia social y económica y es compatible con su mantenimiento a largo plazo, de no mediar cambios importantes en los aportes hídricos a la laguna.
En el área de Reserva desarrollan la actividad de pesca comercial alrededor de 120 empresas familiares, totalizando unas 750 personas afectadas a la actividad.

### Turismo y recreación

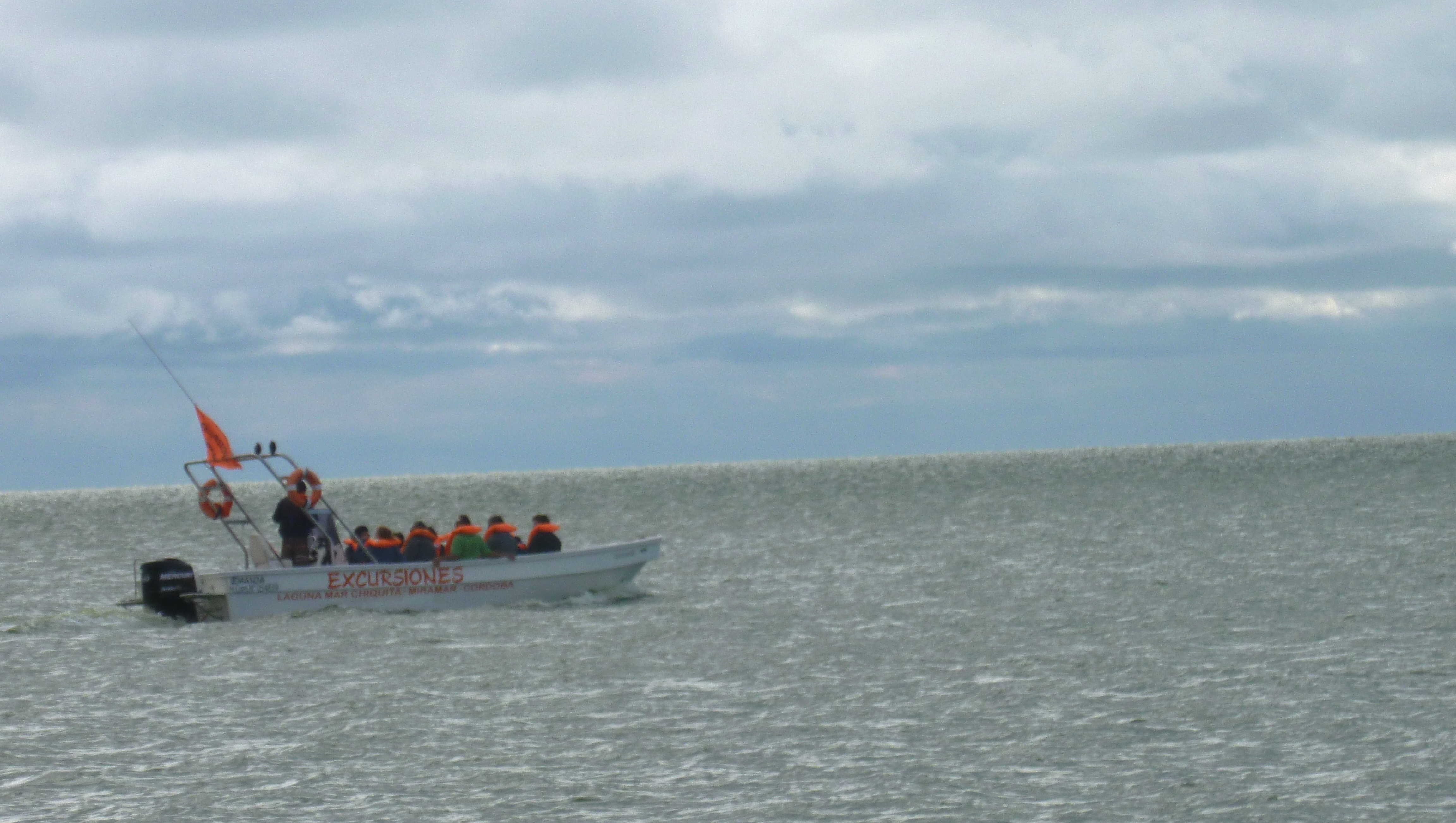
Vista desde tierra en los Bañados del Río Dulce y Laguna Mar Chiquita (Reserva Provincial de Córdoba-Argentina_Declarada sitio Ramsar)

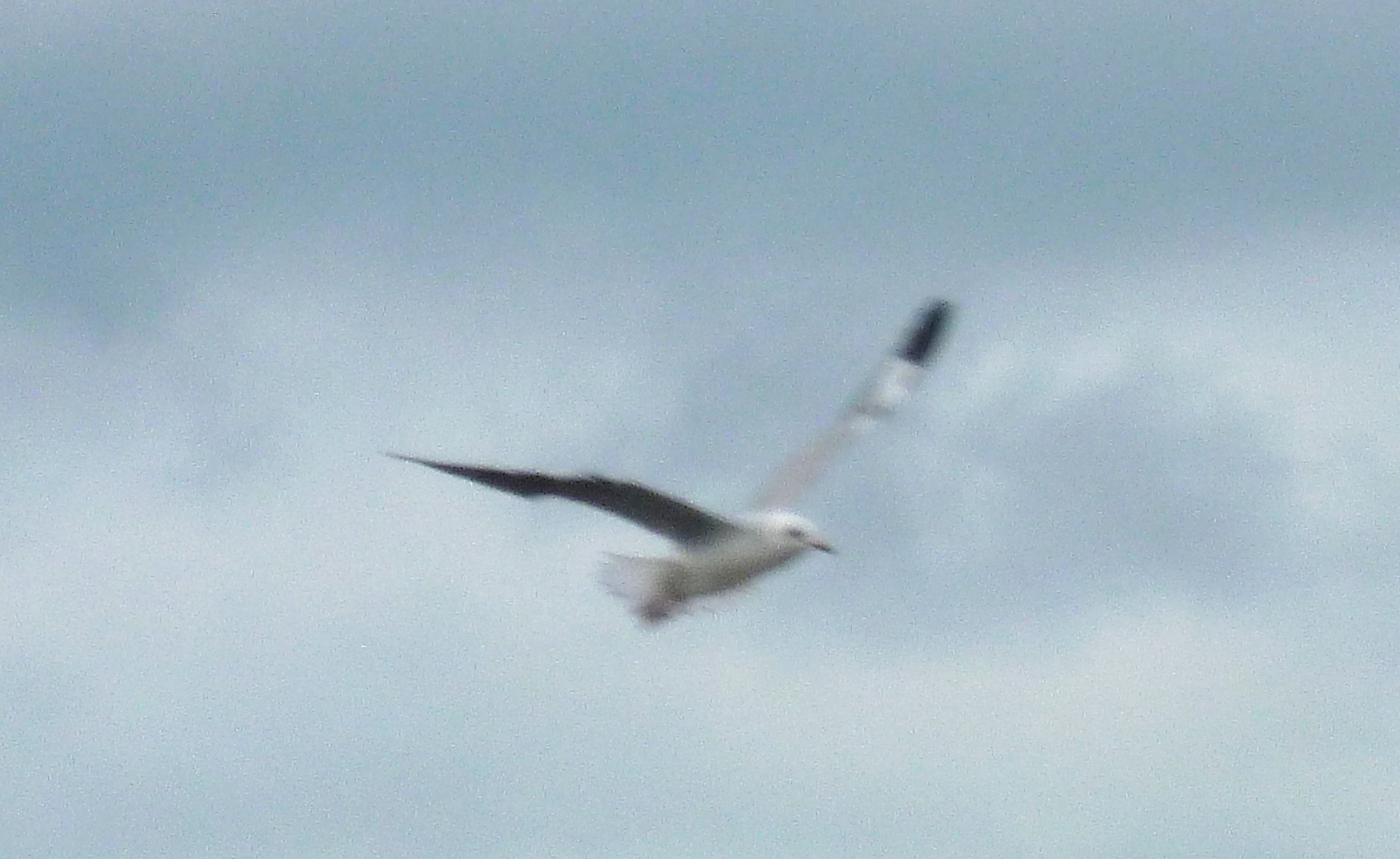
Gaviota en el aire en los Bañados del Río Dulce y Laguna Mar Chiquita

La afluencia turística al área de la Laguna se estima en más de 80 000 personas al año, principalmente durante el verano. La modalidad con que se desarrolla responde al tipo tradicional, de descanso y recreación, con actividades relacionadas con la playa y náuticas, incluyendo excursiones. La pesca deportiva atrae mayor afluencia de turismo en los meses con temperaturas más bajas (junio, julio, agosto), estas actividades se realizan en las costas Este y Sur de la laguna en los Camping y Hotelería de los centros urbanos próximos a la misma. El turismo de salud, debido a las propiedades minerales del agua y el fango, e instalaciones apropiadas, anteriormente muy popular es actualmente poco significativo. Se realizan safaris fotográficos, observación de flora y fauna (especialmente avifauna) e interpretación ambiental. Aunque la magnitud de la afluencia turística no representa una amenaza de impacto negativo sobre el área, la modalidad deseable para la misma es el Ecoturismo, como herramienta de desarrollo sustentable.

## Educación e investigación científica
Diferentes grupos de investigación de tres universidades nacionales están trabajando en el área. El Instituto de Diversidad y Ecología Animal (IDEA, Universidad Nacional de Córdoba - CONICET) cuenta con una estación biológica en la ciudad de Miramar.
Entre las actividades de investigación en curso pueden citarse:
- Reconocimiento de la situación de la vegetación en el norte de Córdoba.
- Determinación de la capacidad de uso de los suelos.
- Caracterización socioeconómica del grupo de pescadores comerciales del Mar de Ansenuza
- Censos y reconocimiento de aves de ambientes acuáticos y aves playeras

La secretaría de Ambiente cuenta con cuatro destacamentos en la zona con posibilidades de estadía y un destacamento central en Miramar. La secretaría realiza actividades de educación que involucran a los municipios, centros educativos locales y actividades de información y divulgación en los Destacamentos de Miramar, La Para y Puesto de Castro.

## Problemática ambiental
La zona de la reserva se ve afecta por problemas ambientales de diversa índole.

### Uso del agua
El aprovechamiento de los recursos hídricos del Río Salí-Dulce está regulado por un convenio interprovincial suscripto en 1967 entre Tucumán, Santiago del Estero y Córdoba. Este convenio fue exigido por la entidad financiera internacional que financió la obra del Dique de Río Hondo. El mismo establece cupos máximos de utilización del derrame medio anual de la cuenca, que son claramente desfavorables para la conservación de los humedales en el curso inferior (Santiago del Estero y Córdoba). En él se norma sobre porcentajes de caudales pero no se definen claramente esos caudales. Recordando que el sistema de los Bañados del Río Dulce y la Laguna de Mar Chiquita requieren un aporte hídrico en forma de "pulsos" que la naturaleza opera a través de las crecidas periódicas del río, resulta por demás relevante garantizar no solo un "caudal ecológico" sino también la forma en que ingresan estos caudales al sistema.

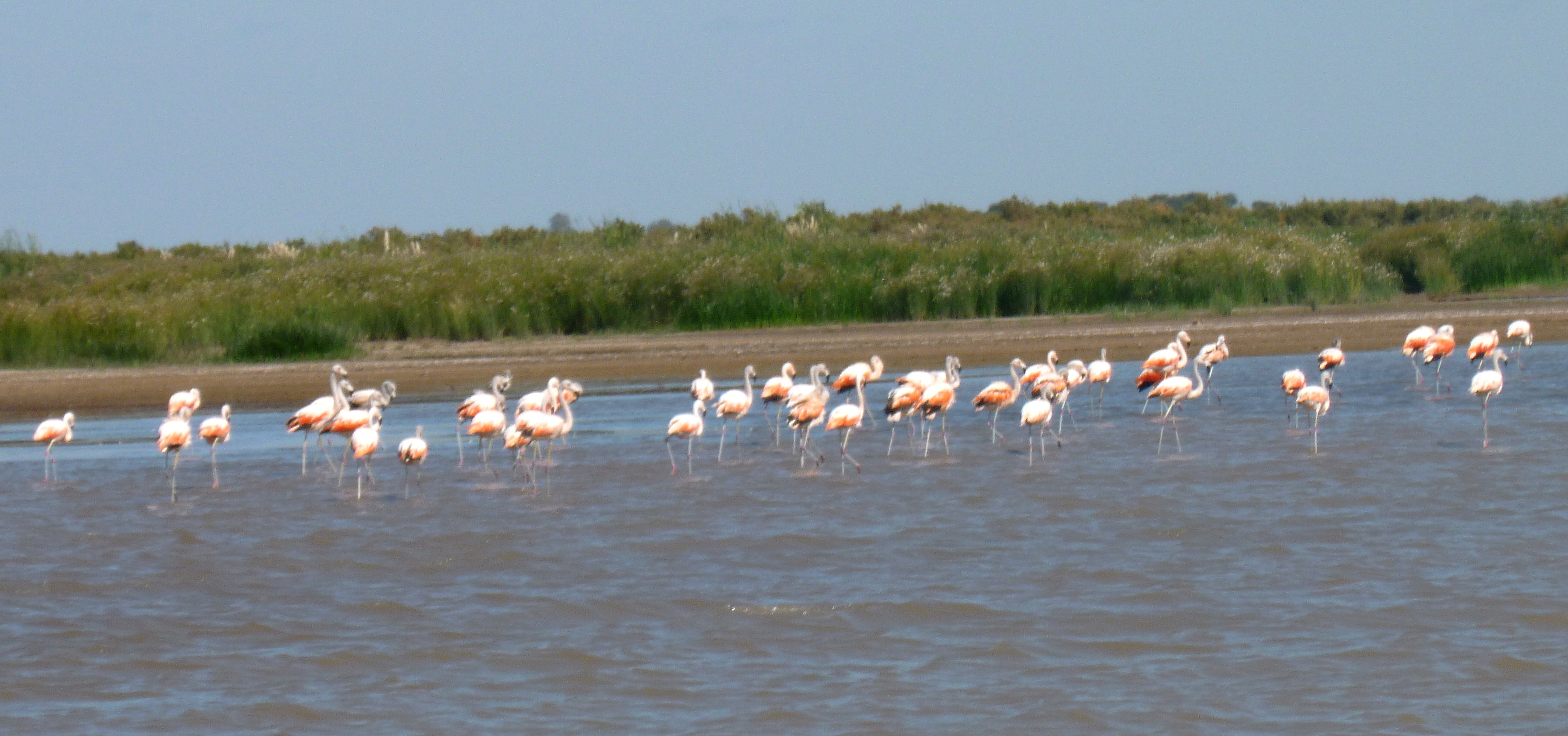
Flamencos comiendo

Desde 1998 viene actuando la Comisión Técnica Interjurisdiccional de la cuenca del Río Salí Dulce como mecanismo de consulta entre las provincias y ha promovido la realización de estudios hidrológicos y ambientales. Esto suplirá dentro de un tiempo la falta de datos básicos necesarios para ponderar hidrológicamente los parámetros necesarios para establecer caudales y normar sobre su distribución con un enfoque actualizado que contemple las necesidades de toda la cuenca. La provincia de Córdoba ha planteado en este ámbito la necesidad de discutir un nuevo convenio superador del firmado en 1967.
Otro problema relacionado con el uso del agua es la utilización de sistemas de riego antiguos e ineficientes, con salinización de áreas regadas.

### Avance de la frontera agrícola y deforestación
El avance de la producción agropecuaria genera diferentes problemas sobre el ecosistema de la región:
- Deforestación dentro del área para dar lugar a terrenos para cultivos
- Uso agrícola de suelo no aptos y sobrepastoreos
- Intensificación del uso de agroquímicos en áreas bajo riego y de secano
- Deforestación en las Cuencas de captación de aguas. Incendios forestales

### Contaminación y otros efectos antrópicos
- Eutroficación en lagunas pequeñas y anexas al Mar Chiquita (Mar de Ansenuza)
- Aumento de la velocidad de escurrimiento por la extracción de áridos en los ríos
- Tráfico ilegal de especies
- Vertido de efluentes cloacales e industriales en el ámbito de las cuencas del Río Xanaes (Río Segundo) y del Río Suquía (Río Primero).[18][19]

### Medidas propuestas
- Elaboración de un plan de manejo para el área sobre la base de un censo de productores y el reconocimiento de la situación económica y social.
- Coordinación de actividades de control de fauna y pesca con las Provincias de Santiago del Estero y Santa Fe.
- Formalización de Convenio de cooperación con los municipios y comunas del área. El objetivo de dicho convenio es la conservación del sitio y el encauzamiento de las actividades económicas, incluyendo el Turismo y las actividades de servicios públicos, acordes con un programa de manejo consensuado.
- Cooperación con Policía de la Provincia para la prevención de ilícitos.